# Karl Hermann von Brevern
Karl Hermann von Brevern (en ruso: Карл фон Бреверн; Riga, 22 de octubre de 1704-San Petersburgo, 5 de enero de 1744) fue ministro conferenciante en la Alta Corte de la zarina Isabel I de Rusia, Consejero Privado y uno de los líderes de la diplomacia imperial rusa a principios ed la década de 1740. Entre 1740 y 1741 fue presidente de la Academia de Ciencias.

## Biografía
Procedía de la familia noble báltica Brevern, que en 1694 recibió el título de nobleza de la Corona sueca, momento desde el cual empiezan a aparecer en las listas de nobles (matricula) de la gobernación de Estonia (1745, Livonia (1747) y Curlandia (1833).
Los Brevern tenían relación con la familia del pastor Johann Ernst Glück, padre adoptivo de la emperatriz Catalina I. El padre de Karl, Hermann von Brevern (1663–1721), fue invitado por Pedro I a la corte de San Petersburgo, donde sería nombrado por el zar vicepresidente del Colegio de Justicia, posición que ostentaría hasta su muerte en 1724. Su madre era Katharina von Reutern (1679–1746), de la familia noble báltica Reutern.
El joven Karl estudió en el Gimnasio de Riga y más tarde estudiaría Derecho en la Universidad de Königsberg. Comenzó su carrera diplomática en 1726 como secretario de la embajada en Suecia, y, a su regreso a San Petersburgo sería nombrado secretario y traductor del Colegio de Asuntos Exteriores. Entre 1731 y 1734 viajaría con instrucciones a Viena, Dresden y Berlín, acompañando al enviado imperial, el conde Karl Gustav von Löwenwolde.
Su diligencia sería advertida por Andréi Osterman, por lo que en 1735 Brevern fuenombrado secretario del Gabinete de Ministros. Entre el 24 de abril de 1740 y el 15 de abril de 1741 fue presidente de la Academia de Ciencias de San Petersburgo. En este puesto, redactaba informes para la emperatriz Ana I junto a los ministros del Gabinete
Estuvo involucrado en el caso de la regencia de Biron y, tras su caída en desgracia, perdió su influencia en la corte, así como su cargo de presidente de la Academia de Ciencias. Con el ascenso al trono de Isabel Petrovna recobró la influencia y fue nombrado ministro conferenciante en la Alta Corte.
Desde 1742, junto con el canciller Alekséi Bestúzhev-Riumin, estuvo al mando del Colegio de Asuntos Exteriores. Tanto él como el canciller formaban parte del llamado "partido austríaco-inglés" en la corte rusa. Firmó personalmente tratados de Rusia con Inglaterra (1741) y con Prusia (1743).
Bajo la dirección de Brevern, el matemático Christian Goldbach fue invitado por la Academia de Ciencias al Colegio de Asuntos Exteriores, donde se dedicaría a desencriptar correspondencia privada y diplomática extranjera. De ese modo, el Colegio estaba al tanto de todos los asuntos internacionales y también de la Corte. Basándose en cartas descifradas a finales de 1743, Brevern y Bestúzhev-Riumin entregaron un informe a la emperatriz a raíz del cual el diplomático francés Marqués de La Chétardie fue expulsado de Rusia en verano de 1744, lo que conduciría al debilitamiento del llamado "partido francoprusiano" en la Corte rusa. Ese mismo año, en la cúspide de la lucha contra el marqués de La Chétardie, Karl von Brevern moriría repentinamente, segñun se pensó en aquel tiempo, envenenado.
La fecha de la muerte de Brevern, según el Diccionario Biográfico Ruso, fue el 21 de octubre de 1744, sin embargo, el relato de un enviado inglés a Rusia la fecha el 5 de enero de ese año.
Brevern estuvo casado con Amalia Dorotea von Keyserling, hija del anterior presidente de la Academia de Ciencias, Hermann Karl von Keyserling, de modo que los contemporáneos bromeaban diciendo que Brevern había recibido el cargo como regalo de bodas